# Ruhland
Ruhland, in lusaziano Rólany, è una città del Brandeburgo, in Germania.

Appartiene al circondario dell'Oberspreewald-Lusazia ed è capoluogo dell'Amt Ruhland.
Il territorio comunale è attraversato dal fiume Elster Nera.

## Geografia antropica

### Suddivisioni amministrative
Il territorio cittadino comprende la città di Ruhland e la località di Arnsdorf; non vi sono frazioni.